# Phaedra
Phaedra (1974) este un album al trupei  Germane de muzică electronică, Tangerine Dream.
Acesta e primul album în care Tangerine Dream utilizează sunetul lor dus de sequencer, devenit acum unul classic, ce a lovit întregul gen al  Școlii Berlineze de Muzică Electronică. Acest album a marcat începutul succesului internațional al trupei, fiind de asemenea și primul album lansat la casa de discuri Britanică, Virgin Records. Albumul a avut vânzări foarte bune, atingând poziția 15 în topuri, , efectiv fără a fi difuzat, ci doar prin zvonuri. Cu acest album trupa câștigă un disc de aur în Australia, și totuși acasă, în  Germania abia de s-au vândut  6,000 unități. Albumul Alpha Centauri s-a vândut mai bine cu aproape o diferență de patru la unu. 
Piesa ce poartă titlul albumului, a pornit de fapt de la o improvizație, ce a fost înregistrată în studio și involuntar expune una din limitările echipamentului analog folosit la acea vreme. În timp ce echipamentul se încălzea, unul din oscilatoarele electronice a început să detuneze (ele erau extrem de sensibile la temperatură), ce e responsabil pentru unele schimbări în muzica din finalul piesei.
Piesa "Movements of a Visionary" se bazează pe utilizarea sequencer-ului analog Moog, de către Christopher Franke drept înlocuitor pentru chitară bas. "Mysterious Semblance at the Strand of Nightmares" îl înfățișează pe Edgar Froese interpretând solo la un Mellotron, ce e tratat pentru a întinde ușor efectele de filtru. "Sequent C'" e o piesă scurtă dar memorabilă de Peter Baumann la flaut, cu ecou de bandă.
Phaedra este inclus în  lista 1001 de albume de ascultat într-o viață.  În Ediția Clasică Specială Pink Floyd & The Story of Prog Rock, a revistelor Q & Mojo albumul e trecut la poziția #38, în  lista acestora pentru cele "40 de Albume Cosmic Rock".

## Personal
- Edgar Froese – producător, Mellotron, chitară, chitară bas, Sintetizator VCS 3, Orgă
- Christopher Franke – Sintetizator Moog, Sintetizator VCS 3
- Peter Baumann – Orgă, pian electric, Sintetizator VCS 3, flaut

## Lista pieselor
| Nr. | Titlu                                                       | Lungime |  |
| 1.  | „Phaedra” (Froese, Franke, Baumann)                         | 17:39   |  |
| 2.  | „Mysterious Semblance at the Strand of Nightmares” (Froese) | 9:55    |  |
| 3.  | „Movements of a Visionary” (Froese, Franke, Baumann)        | 7:56    |  |
| 4.  | „Sequent C'” (Baumann)                                      | 2:13    |  |

Note: Unele ediții de CD din 1995 și 2005 au o durată a melodiilor ce variază ușor

## Poziția în topuri
| Top (1974)       | Poziția |
| ---------------- | ------- |
| UK Albums Chart  | 15      |
| US Billboard 200 | 196     |